# Ranunculus kymmenensis
Ranunculus kymmenensis är en ranunkelväxtart som beskrevs av S. Ericsson. Ranunculus kymmenensis ingår i släktet ranunkler, och familjen ranunkelväxter. Inga underarter finns listade i Catalogue of Life.